# Trinity College (Oxford)

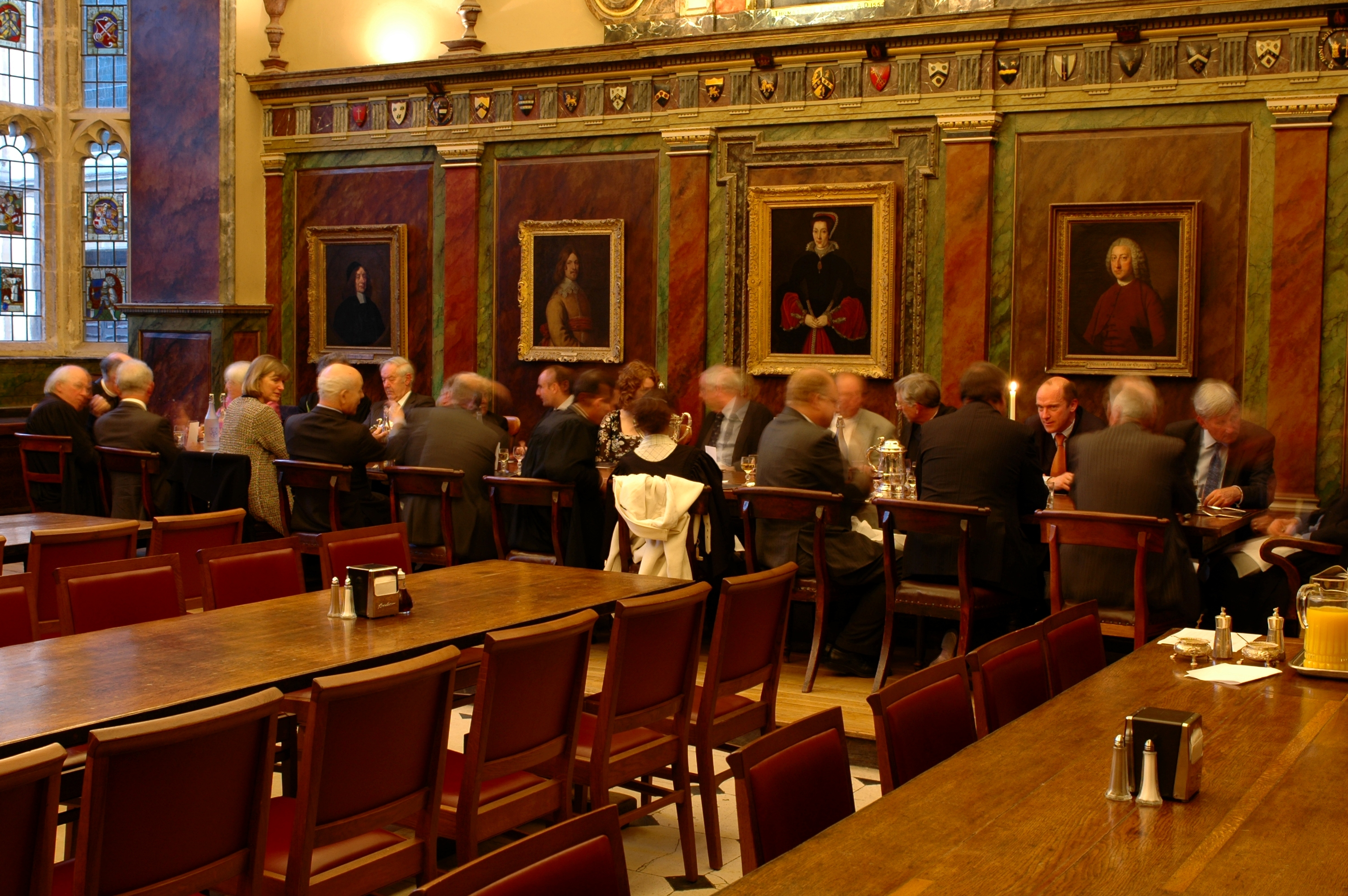
Mesa principal del comedor del Trinity.

The College of the Holy and Undivided Trinity in the University of Oxford, of the foundation of Sir Thomas Pope (Knight), o simplemente Trinity College, es uno de los colleges que constituyen la Universidad de Oxford en Inglaterra. Se encuentra en Broad Street puerta con puerta con el Balliol College y Blackwells, en frente de Turf Street. Está rodeado por una verja de hierro en vez de por un muro, dándole al college una apariencia más accesible con respecto a los demás colleges de Oxford. El college ocupa un sitio bastante grande, que incluye cuatro grandes patios, y es particularmente conocido por sus atractivos jardines, que incluyen una pequeña zona de bosque. A pesar del tamaño el college es relativamente pequeño en cuanto a número de estudiantes, con unos 300.
A la vez que son bastante atractivos, los edificios del Trinity también tienen características destacables. En la cima de la Torre oeste se levantan cuatro estatuas femeninas que representan a la Astronomía, la Geometría, la Medicina y la Teología. La capilla, aunque es relativamente pequeña comparada con las de otros colleges, es bastante particular, siendo la primera capilla que fue diseñada por completa en estilo neoclásico. Se dice que el famoso arquitecto Christopher Wren asistió al diseño. Wren solo hizo unos cuantos ajustes a los planos finales, estos ajustes fueron el cambio de las urnas del tejado por antorchas la eterna sed de conocimiento.
En 2006 el Trinity College tuvo un presupuesto estimado de 68 millones de libras esterlinas.La institución comparte nombre con otros dos importantes colegios con quienes también tiene raíces históricas en común; se trata de Trinity College, Cambridge y de Trinity College, Dublín. Al igual que ellos, en calidad colegio constituyente de Oxford, forma parte de las siete antiguas universidades de las islas británicas. Sin embargo, a diferencia de Oriel College, éste no está reconocido como sister college del Trinity dublinés. Sin embargo, sí tiene un colegio hermano en Cambridge, el ilustre Churchill College.

## El Durham College
El lugar que ocupa el college fue originalmente ocupado por el Durham College. Este college había sido fundado en 1286, en la misma época que los colleges más antiguos. El Durham College fue construido para los monjes benedictinos de la Catedral de Durham de la ciudad de Durham, y alrededor de un único patio, ahora conocido como el Patio de Durham. El único edificio que ha sobrevivido del Durham College es el ala este del Patio de Durham, que actualmente está ocupada por la Antigua Biblioteca, que data de 1421. El Durham College estaba dedicado a la Virgen, a San Cuthbert, y a la Trinidad, y se piensa que el Trinity College cogió su nombre del último elemento al que estuvo dedicado el Durham College.

## Historia
El Trinity fue fundado en 1555 por Sir Thomas Pope, en unas tierras compradas tras la abolición del Durham College durante el período de la Reforma Protestante, cuyos edificios albergan la fundación original. Pope era un católico que no tenía hijos, y creyó que fundando un college sería recordado por los estudiantes en sus oraciones. Es, de hecho, bastante difícil olvidarle, ya que sus restos todavía se encuentran detrás del altar de la capilla. La fundación original establecía un Director, doce miembros del college, y doce profesores, y hasta veinte estudiantes. Los miembros del college estaban obligados a ordenarse y permanecer solteros.
Sir Ivor Roberts, antiguo Embajador de Su Majestad en Italia, sucedió al honorable Michael Belfo como Presidente del college en 26 de septiembre de 2006. Peter Brown, jefe del departamento de Filología Clásica, asumió el papel de Presidente durante el período de interregno, así como durante el Hilary Term de 2006 cuando el expresidente se tomó un año sabático.

## Antiguos alumnos famosos
| - John Aubrey - Laurence Binyon - George Blackwell - George Ferguson Bowen - James Bryce - Richard Francis Burton - Joyce Cary - Justin Cartwright - Noel Godfrey Chavasse - Lionel Chetwynd - Kenneth Clark - Spencer Compton, 1.er Conde de Wilmington - Vincent Cronin - Anthony Crosland - Simon Danielli - John Denham - Rayner Goddard, Barón Goddard - David Green - Basil Harwood | - David Hennessy, 3.er Barón Windlesham - Richard Hillary - Cyril Norman Hinshelwood - Mamoru Imura - Henry Ireton - Miles Kington - Walter Savage Landor - Robin Leigh-Pemberton - William Lisle Bowles - Thomas Lodge - A. E. W. Mason - Edward Powys Mathers - Robert MacCarthy - Norris McWhirter - Ross McWhirter - John Middleton Murry - Henry Moseley - John Henry Newman - Lord North | - Arthur Lionel Pugh Norrington - Angus Ogilvy - William Pitt (el Viejo), 1.er Conde de Chatham - William Gifford Palgrave - Arthur Quiller-Couch - Terence Rattigan - George Rawlinson - John Rogers (divine) - Michael Maclagan - John Somers, Lord Somers - James Stanhope, 1.er Conde Stanhope - Martin Stevens - Peter Stothard - Jeremy Thorpe - Simon Tolkien - Andrew Tyrie - Peter Wildeblood |

## Profesores y académicos
- Henry Stuart Jones
- Ronald Syme
- Thomas Warton
- Cyril Hinshelwood
- Hans Adolf Krebs
- Martin Kemp
- Rev Nicolas Tindal
- Michael Maclagan